# У спальні
«У спальні» (англ. «In the Bedroom») — американський художній фільм, відзнятий у 2001 році кіностудією Miramax.

## Сюжет
Студент коледжу, приїхавши на канікули додому, заводить роман з жінкою набагато старшою за себе. Кохання обертається трагічно і вбиті горем батьки намагаються знайти себе у новому світі смутку.

## У ролях
- Том Вілкінсон — Метт Фавлер
- Сісі Спейсек — Рут Фавлер
- Нік Стал — Френк Фавлер
- Маріса Томей — Наталі Страут
- Вільям Мейпотер — Річард Страут
- Вільям Вайс — Вілліс Гріннел
- Селія Вестон — Кетті Гріннел

## Нагороди та номінації
| Рік  | Нагорода                                  | Категорія                          | Номінант                          | Результат |
| ---- | ----------------------------------------- | ---------------------------------- | --------------------------------- | --------- |
| 2001 | Кінопремія «Вибір критиків»               | Найкраща актриса                   | Сісі Спачек                       | Номінація |
| 2001 | Нагорода Даласької асоціації кінокритиків | Найкраща актриса                   | Сісі Спачек                       | Номінація |
| 2001 | Нагорода Даласької асоціації кінокритиків | Найкраща акторка другого плану     | Маріса Томей                      | Номінація |
| 2001 | Нагорода асоціації кінокритиків Флориди   | Найкраща актриса                   | Сісі Спачек                       | Номінація |
| 2001 | Супутник                                  | Найкращий сценарій                 |                                   | Перемога  |
| 2002 | Премія «Оскар»                            | Найкращий фільм                    | Грехем Лідер, Росс Кац, Тодд Філд | Номінація |
| 2002 | Премія «Оскар»                            | Найкраща чоловіча роль             | Том Вілкінсон                     | Номінація |
| 2002 | Премія «Оскар»                            | Найкраща жіноча роль               | Сісі Спачек                       | Номінація |
| 2002 | Премія «Оскар»                            | Найкраща жіноча роль другого плану | Маріса Томей                      | Номінація |
| 2002 | Премія «Оскар»                            | Найкращий адаптований сценарій     | Роберт Фестінгер, Тодд Філд       | Номінація |
| 2002 | Премія «Золотий глобус»                   | Найкраща актриса                   | Сісі Спачек                       | Номінація |